# Сомалілендська кампанія

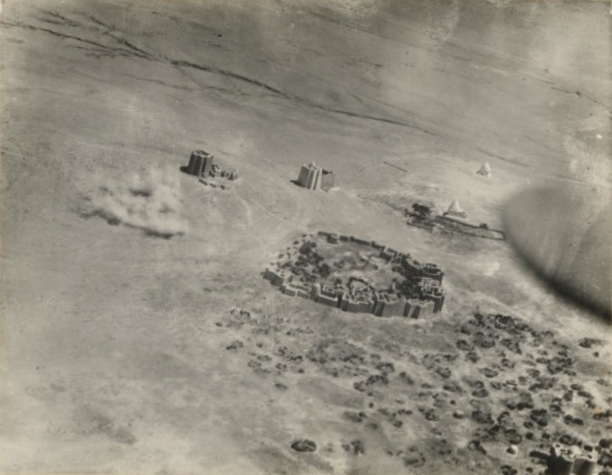
Бомбардування британськими ВПС Талеха

Сомалійське повстання або Англо-сомалійська війна — військові дії між Державою дервішів та Британською імперією за підтримки Італії та Ефіопії у 1899–1920 роках. В період Першої Світової війни дервішам допомагали Німецька імперія та Туреччина.
Повстання припинилося після того як Британська авіація розбомбила столицю повстанців Талех у лютому 1920 року.
| Прапор Сомалі | Це незавершена стаття про Сомалі. Ви можете допомогти проєкту, виправивши або дописавши її. |

| Прапор Ефіопії | Це незавершена стаття про Ефіопію. Ви можете допомогти проєкту, виправивши або дописавши її. |